# Homoneura fuscicornis
Homoneura fuscicornis är en tvåvingeart som beskrevs av Macquart 1846. Homoneura fuscicornis ingår i släktet Homoneura och familjen lövflugor. Inga underarter finns listade i Catalogue of Life.